# Leptobrycon jatuaranae
Leptobrycon jatuaranae är en fiskart som beskrevs av Eigenmann, 1915. Leptobrycon jatuaranae ingår i släktet Leptobrycon och familjen Characidae. Inga underarter finns listade i Catalogue of Life.